# شینگی اونو
شینگی اونو (انگلیسی: Shingi Ono؛ زادهٔ ۹ آوریل ۱۹۷۴) بازیکن فوتبال اهل ژاپن است.
از باشگاه‌هایی که در آن بازی کرده‌است می‌توان به باشگاه فوتبال گامبا اوساکا و باشگاه فوتبال توکیو وردی اشاره کرد.